# Прва бригада 33. дивизије НОВЈ
Прва (мославачка) бригада 33. дивизије НОВЈ формирана је 19. јануара 1944. године на територији Мославине од 1. и 2. батаљона Друге бригаде Друге оперативне зоне НОВ и ПО Хрватске и два батаљона Мославачког НОП одреда. Приликом формирања имала је четири батаљона јачине 883 борца.

## Борбени пут бригаде
До средине априла 1944. водила је борбе са немачким и усташко-домобранским снагама код Ровишћа, Великих Зденаца, Српске Капеле, Херцеговца, ладислава, Рогоже, Вуковја, Чазме и других места и рушила железничке пруге Крижевци-Бјеловар и Дуго Село-Банова Јаруга. Средином парила пребацила се у Хрватско загорје где је до средине маја, заједно с јединицама 32. загорске дивизије водила борбе против делова Поглавниковог тјелесног здруга код Будиншћине, Подрута, Зајезде, Камене Горице, Хума, Храшћине, Трговишћа, Брезнице и Винична; 23. априла заузела је Иванец, а 13. маја село Маче. Средином маја се повукла на Калник, а одавде у Мославину, где је до половине јуна водила борбе код Нарте, Ладислава, Великог и Малог Пашијана, Зденчаца, Велике и Мале Млинске. Од 24. до 26. јуна водила је жестоке борбе код Подгарића, после чега се повукла на Билогору, а одатле на Калник где је дејствовала до средине јула. Порушила је 16. јула железничку пругу Крижевци-Бјеловар на 86 места. Од августа до краја године дејствовала је углавном  у Мославини око места Иванске, Звоника, Крижеваца, Горњег Крижа, Худовљана, Шумећана, Светог Ивана Жабна и Збеговаче. Истакла се у борбама за ослобођење Дубровчака 10. августа, Врбовца и Репинца 9/10. септембра, Клоштра 5. октобра, Брцковљана, Божјаковине, Горњег и Доњег Грачеца 7/8. новембра, Доњег Гудовца и Великог Коренова 2. децембра, а Батине и Хусаина 7/8. децембра. Бригада је 18/19. новембра порушила железничку пругу Загреб-Банова Јаруга на 80 места. Средином децембра 1944. имала је 1175 бораца.
У јануару 1945. водила је борбе у Подравини при одбрани Вировитичког мостобрана, а почетком фебруара око Дарувара. Од 8. до 17. марта учествовала је при одбијању напада немачких и усташко-домобранских снага на слободну територију у Мославини. Од 22. марта водила је борбе у рејону Велике Јасеноваче, Великог Грђевца и Павловца, а 27/28. марта напала Чазму без успеха. Посебно се истакла у борби с немачким јединицама код Паланчана 28. марта и Међурића 19/20. априла, а затим наредног дана, 20. априла, одбила је немначки напад у правцу Гаја и Антуновца и до средине маја учествовала у борбама за коначно ослобођење Мославине.
Одликована је Орденом народног ослобођења и Орденом братства и јединства.